# 1962年香港
|        | 香港歷史 \| 香港歷史年表                                                                                                   |
| 世紀： | 19世紀香港 \| 20世紀香港 \| 21世紀香港                                                                                     |
| 年代： | 1930年代香港 \| 1940年代香港 \| 1950年代香港 \| 1960年代香港 \| 1970年代香港 \| 1980年代香港 \| 1990年代香港               |
| 年份： | 1958年香港 \| 1959年香港 \| 1960年香港 \| 1961年香港 \| 1962年香港 \| 1963年香港 \| 1964年香港 \| 1965年香港 \| 1966年香港 |
| 紀年： | 壬寅年（虎年）、香港開埠121周年、香港重光17周年                                                                            |

## 政府

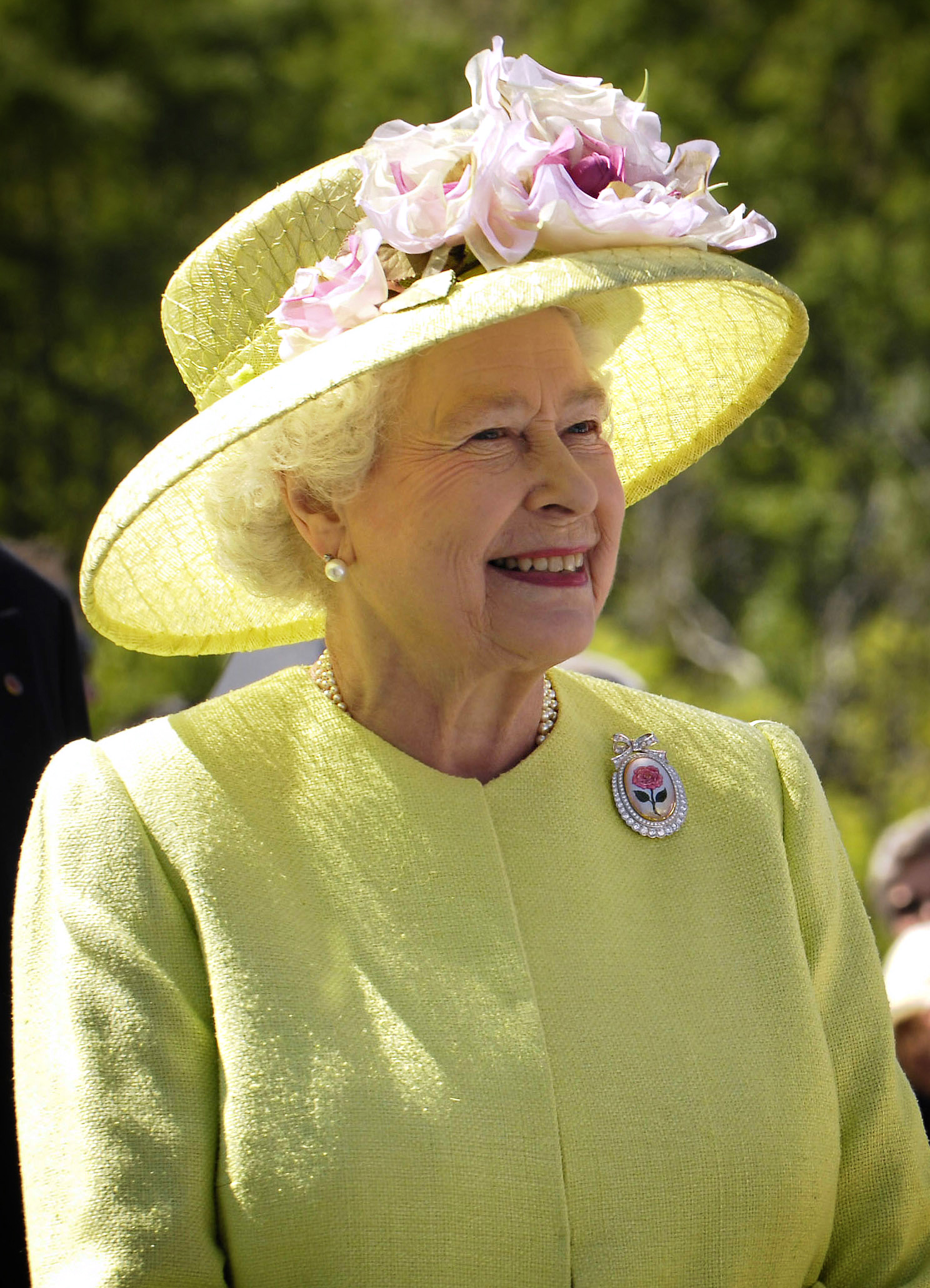
英国君主：伊丽莎白二世

## 大事記
- 1月4日，大角咀塘尾道唐樓發生恐怖大火，多名途人目擊5名小童攀窗呼救無果被活活燒死[1]，另有2人燒傷。
- 1月8日，旺角新填地街警員開槍案。
- 1月20日，西營盤第一街四十號三樓一間製衣工場火災。[2]
- 3月2日，香港大會堂開幕。[3]
- 4月14日，西營盤第二街石灰倉火災，百餘人無家可歸。[4]
- 4月30日，鑽石山下元嶺一間製鞋工場發生大火，唯一出口被大火堵塞，導致76死290傷。[5][6]
- 4月，香港公共圖書館成立。
- 5月，香港發生偷渡潮。
- 5月11日，小學升中試首次舉行，二萬六千名小學生參加。
- 5月20日，一名消防員在前往火場時從消防車上跌死。[7]
- 8月1日，長沙灣元州街一幢混凝土新樓發生重大火災，釀成68死21傷。[8][9]
- 8月3日，后海灣蛇船與警方衝突，2死1傷，近80名人蛇被扣留調查。
- 8月8日，西貢白沙灣發現麻包袋浮屍。[10]
- 9月1日，颱風溫黛橫掃香港，十號颶風信號歷8小時，天文台總部錄得破紀錄的每小時133公里風速，沙田遭受大型風暴潮侵襲，漁村被毀，大型輪船沉沒，釀成183死388傷108失蹤。
- 9月3日，
  - 旺角花園街208號一幢4層高舊樓烟通倒塌壓毀地下廚房，造成2死3傷。
  - 茶果嶺發生山石崩塌壓毀四屋，釀成四死五傷慘案。[11]
- 9月20日，
  - 沙田田心村發生謀財命案。[12]
  - 馬鞍山礦場發生二屍三命血案。[13]，
- 10月25日，觀塘開源道一輛貨車衝上行人道造成一死四傷兩重傷。華僑日報,[14]
- 11月28日，柴灣發生嚴重的蛇船海難，釀成33人喪生。
- 11月，市政局轄下香港藝術館在中環啟用。
- 12月17日，大嶼山發生蛇船海難，造成16人死亡。

## 出生人物
- 1月5日 戚美珍
- 1月7日 陳秀雯
- 2月5日 關禮傑
- 2月10日 杜德偉
- 2月25日 許晉亨
- 3月3日 黃麗梅 (藝員)
- 3月5日 許長國 (保齡球手)
- 5月12日 林本利
- 6月4日 何君堯
- 6月10日 黃家駒
- 6月16日 黃耀明
- 6月22日 周星馳
- 6月27日 梁朝偉
- 7月24日 商天娥
- 8月26日 何超瓊
- 8月28日 顧紀筠
- 8月29日 顏福偉
- 9月11日 苑瓊丹
- 9月24日 關之琳
- 10月18日 胡志偉 (議員)
- 10月20日 王傑 (歌手)
- 11月28日 陳可辛
- 12月2日 莫少聰
- 陳家偉 (前區議員)
- 韋家輝
- 蔣麗莉 (企業家)

## 逝世人物
- 4月27日 署理消防隊長吳偉龍，殉職於第二街石灰倉大火。
- 5月20日 消防員周華彩，出勤搶救海底電線火燭時於香港仔跌出消防車外殉職。